# Stenocercus angel
Espèce
Statut de conservation UICN

 NT  : Quasi menacé
Stenocercus angel est une espèce de sauriens de la famille des Tropiduridae.

## Répartition et habitat
Cette espèce est présente dans les départements de Cauca et Nariño au sud de la Colombie et dans les provinces de Carchi et de Imbabura au nord de l'Équateur. On la trouve entre 2 400 et 3 560 m d'altitude. Elle vit dans le páramo.

## Publication originale
- Torres-Carvajal, 2000 : Ecuadorian lizards of the genus Stenocercus (Squamata: Tropiduridae). Scientific papers of the Natural History Museum, University of Kansas, n. 15, p. 1-38 (texte intégral).